# Инвестиционный пай
Инвестиционный пай — (в соответствии с Федеральным законом N 156-ФЗ «Об инвестиционных фондах» от 29 ноября 2001 г.) именная ценная бумага, удостоверяющая долю её владельца в праве собственности на имущество, составляющее паевой инвестиционный фонд, право требовать от управляющей компании надлежащего доверительного управления паевым инвестиционным фондом, право на получение денежной компенсации при прекращении договора доверительного управления паевым инвестиционным фондом со всеми владельцами инвестиционных паев этого паевого инвестиционного фонда (прекращении паевого инвестиционного фонда).
Инвестиционный пай открытого паевого инвестиционного фонда удостоверяет также право владельца этого пая требовать от управляющей компании погашения инвестиционного пая и выплаты в связи с этим денежной компенсации, соразмерной приходящейся на него доле в праве общей собственности на имущество, составляющее этот паевой инвестиционный фонд, в любой рабочий день.
Инвестиционный пай закрытого паевого инвестиционного фонда удостоверяет также право владельца этого пая требовать от управляющей компании погашения инвестиционного пая и выплаты в связи с этим денежной компенсации, соразмерной приходящейся на него доле в праве общей собственности на имущество, составляющее этот паевой инвестиционный фонд, в случаях, предусмотренных Федеральным законом N 156-ФЗ «Об инвестиционных фондах» от 29 ноября 2001 г., право участвовать в общем собрании владельцев инвестиционных паев и, если правилами доверительного управления этим паевым инвестиционным фондом предусмотрена выплата дохода от доверительного управления имуществом, составляющим этот паевой инвестиционный фонд, право на получение такого дохода.
По факту паи закрытого ПИФа погашаются по окончании срока действия этого фонда. Для того, чтобы обеспечить пайщикам возможность «входа» и «выхода» в любое удобное для них время, управляющие компании организуют биржевое обращение паев для своих фондов.".
Каждый инвестиционный пай удостоверяет одинаковую долю в праве общей собственности на имущество, составляющее паевой инвестиционный фонд, и одинаковые права.
Инвестиционный пай не является эмиссионной ценной бумагой.
Права, удостоверенные инвестиционным паем, фиксируются в бездокументарной форме.
Количество инвестиционных паев, выдаваемых управляющими компаниями открытого и интервального паевых инвестиционных фондов, не ограничивается. Количество инвестиционных паев, выдаваемых управляющей компанией закрытого паевого инвестиционного фонда, указывается в правилах доверительного управления этим паевым инвестиционным фондом.
Инвестиционный пай не имеет номинальной стоимости.
Количество инвестиционных паев, принадлежащих одному владельцу, может выражаться дробным числом.
Выпуск производных от инвестиционных паев ценных бумаг не допускается.
Инвестиционные паи свободно обращаются по окончании формирования паевого инвестиционного фонда. Ограничения обращения инвестиционных паев могут устанавливаться федеральным законом.
Учет прав на инвестиционные паи осуществляется на лицевых счетах в реестре владельцев инвестиционных паев и, если это предусмотрено правилами доверительного управления паевым инвестиционным фондом, на счетах депо депозитариями, которым для этих целей в реестре владельцев инвестиционных паев открываются лицевые счета номинальных держателей. При этом депозитарии, за исключением депозитариев, осуществляющих учёт прав на инвестиционные паи, обращающиеся через организатора торговли, не вправе открывать счета депо другим депозитариям, выполняющим функции номинальных держателей ценных бумаг своих клиентов (депонентов).